# Maximiliaan Jozef van Oostenrijk-Este

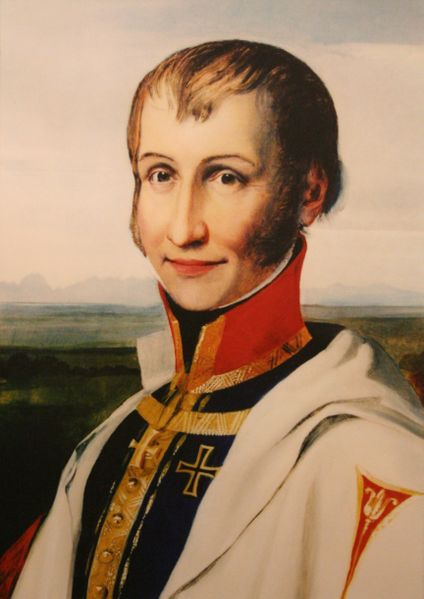
Portret van Maximiliaan Jozef van Oostenrijk-Este.

Maximiliaan Jozef van Oostenrijk-Este (Milaan, 14 juli 1782 - Altmünster, 1 juni 1863) was een Oostenrijkse aartshertog en militair en van 1835 tot aan zijn dood grootmeester van de Duitse Orde. Hij behoorde tot het huis Oostenrijk-Este.

## Levensloop
Maximiliaan Jozef was de derde zoon van aartshertog Ferdinand van Oostenrijk, gouverneur van Milaan, uit diens huwelijk met Maria Beatrice d'Este, dochter van Ercole III d'Este, hertog van Modena en Reggio. Hij bracht zijn jeugdjaren door in Monza, tot zijn familie in 1796 moest vluchten voor de oprukkende Franse troepen aangevoerd door Napoleon Bonaparte. Na verschillende tussenhaltes streek de familie uiteindelijk neer in Wiener Neustadt.
In 1801 trad hij toe tot de Duitse Orde en in 1804 werd hij tot ridder van de Orde geslagen. Tegelijk volgde Maximiliaan Jozef een opleiding aan de Theresianische Militaire Academie en in 1805 werd hij tot generaal-majoor benoemd. Bovendien erfde hij na de dood van zijn oom Maximiliaan Frans van Oostenrijk in 1801 een behoorlijk vermogen.
In 1809 vocht hij in Duitsland tegen de Fransen. Na de nederlaag bij Regensburg dekte hij de terugtocht van het Oostenrijkse leger en zou hij de stad Linz door veldverschansingen gereed maken voor de verdediging wat wegens tijdsgebrek niet lukte. Deze ervaring bewoog hem ertoe om later − toen hij artilleriebrigadier was – een naar hem genoemd beveiligingssysteem voor strategisch belangrijke plaatsen in het keizerrijk te ontwikkelen. Zijn plannen werden desalniettemin enkel in Linz uitgevoerd, waar een torenlinie werd gebouwd.
In het jaar 1830 kocht hij Slot Ebenweizer bij Altmünster, dat hij liet uitbreiden met twee vleugels. Van 1831 tot 1839 bezat Maximiliaan eveneens twee huizen in Linz, van waaruit hij de bouw van de torenlinie kon bezichtigen. In 1858 werd deze constructie afgewerkt. Vervolgens ontwikkelde hij een fortificatieproject voor Wenen. Van dit project werd enkel de bouw van een toren in Rothneustiedt gerealiseerd.
In 1835 werd hij verkozen tot grootmeester van de Duitse Orde, wat hij bleef tot aan zijn dood. Maximiliaan maakte zich zeer verdienstelijk voor de orde. Zo slaagde hij erin om het aantal novicen te doen stijgen. Ook bood hij financiële ondersteuning aan andere ordes, zoals de Jezuïeten, de Barmhartige Zusters, de Redemptoristen en de Arme Zuster van Sint-Franciscus. Bovendien was hij een promotor van scholen en hospitalen en ondersteunde hij arbeiders en handwerkers, door producten te kopen of de sluiting van bedrijven te verhinderen.
In juni 1863 overleed Maximiliaan op 80-jarige leeftijd in Slot Ebenweizer, aan waterzucht. Hij werd bijgezet op het kerkhof van Altmünster.